# Chiesa della Natività di Maria Santissima (Bogliasco)
La chiesa della Natività di Maria Santissima è un luogo di culto cattolico situato nel comune di Bogliasco, in via Ammiraglio Giovanni Bettolo, nella città metropolitana di Genova. La chiesa è sede della parrocchia omonima del vicariato di Bogliasco-Pieve-Sori dell'arcidiocesi di Genova.

## Storia
Il preesistente edificio religioso, intitolato alla Natività di Maria Santissima e sito in Bogliasco Alto, risaliva secondo alcune fonti al XII secolo; in particolare viene citato per la prima volta  in un atto notarile conservato presso l’Archivio di Stato di Genova e datato al 3 dicembre del 1182. 
Tale edificio fu elevato al titolo di parrocchia nel 1576 e fu soggetto alla pieve di San Siro di Nervi; nel corso del Seicento, nel 1688, furono eseguiti diversi lavori di restauro dell'antico tempio religioso.
La decisione di erigere una nuova chiesa a Bogliasco Basso fu presa nella prima metà del XVIII secolo per soddisfare le esigenze della popolazione e fu scelto il disegno dell'architetto Giovanni Antonio Ricca (il Giovane).
I lavori per l'edificazione iniziarono nel 1731 e procedettero tanto alacremente che nel 1736 furono completati tutti gli altari laterali e l'anno successivo - 1737 - l'opera fu ultimata nel suo complesso. Il 12 ottobre del 1794 la chiesa fu consacrata dall'arcivescovo di Genova Giovanni Lercari. Subì alcuni interventi di abbellimento nel corso del XIX secolo, quali nuovi marmi nel 1867 - 1868 e l'affrescamento della volta nel 1884 ad opera del pittore Virginio Grana; il coro ligneo fu rifatto nel 1742 da Andrea Bocciardo.
Il 19 luglio del 1901 venne eletta al titolo di arcipretura da monsignor Tommaso Reggio.

## Descrizione

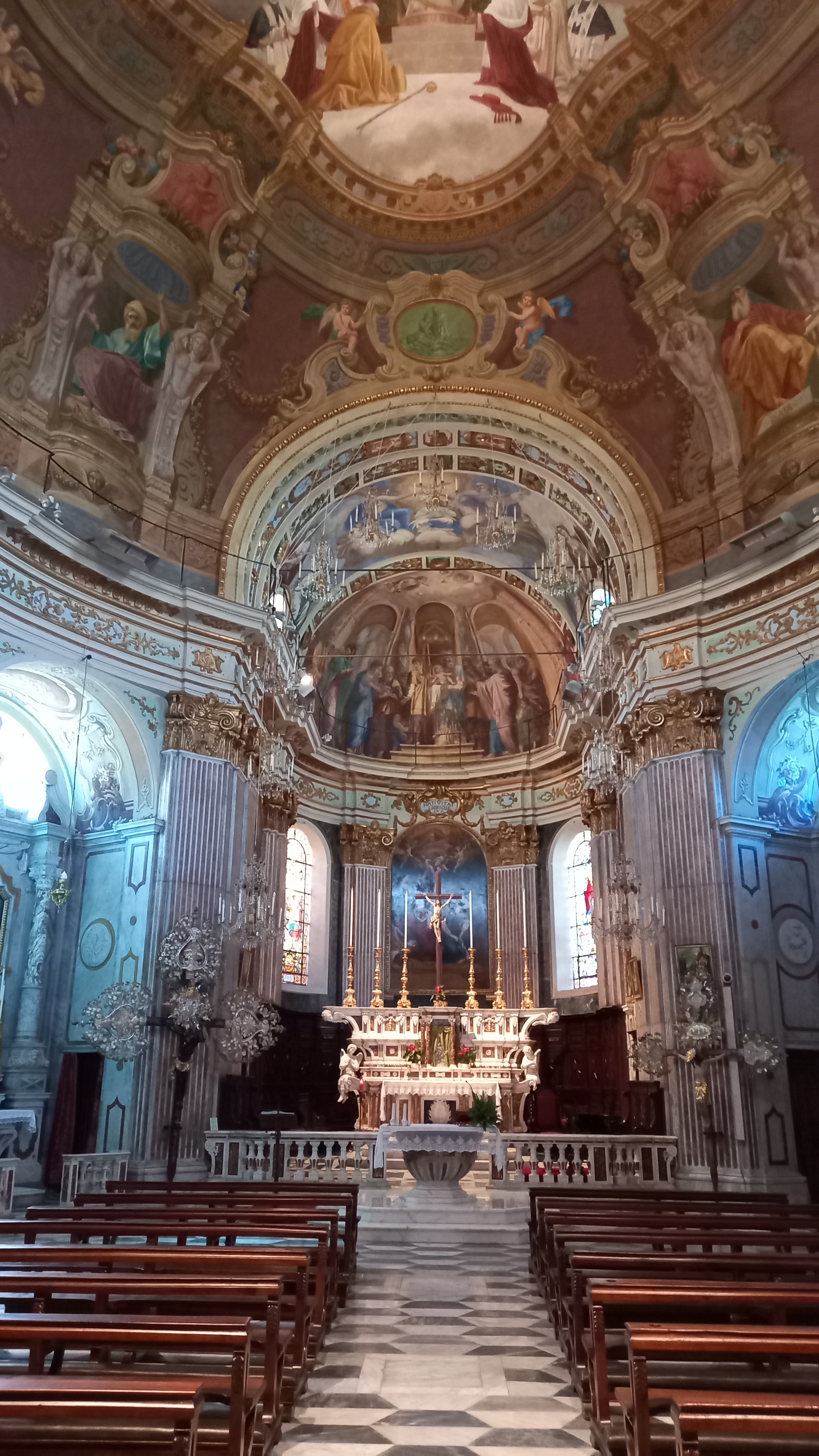
La navata

Ospita opere di notevole valore culturale come il crocifisso di Anton Maria Maragliano, danneggiato da un folle e restaurato nel 2004, e la tela attribuita a Giovanni Andrea De Ferrari. L'altare maggiore, realizzato tra il 1782 e il 1783, è opera dello scultore Bernardo Mantero, lo stesso che realizzò il pavimento del presbiterio e dell'intera chiesa; la spesa per la sua realizzazione è stata calcolata in 6.581 lire dell'epoca.
Il nuovo altare del presbiterio è stato scolpito nel 2001 su progetto dell'architetto Matteo Ferrari; l'altare fu consacrato il 15 settembre dello stesso anno dall'arcivescovo genovese Dionigi Tettamanzi.
Tra le diverse opere artistiche pittoriche vi sono conservati quadri dei pittori Anton Maria Piola (la Madonna Addolorata del 1697), Gio Agostino Ratti (Nostra Signora del Carmelo appare a san Simone Stock del 1750), Carlo Giuseppe Ratti (Presentazione di Maria al Tempio del 1791), Francesco Pascucci (Assunzione della Vergine del 1790), Melchiorre Jeli (Natività di Maria del 1791) e Raimondo Sirotti (Via Crucis del 1991). Inoltre sono conservati altri tre dipinti, il Battesimo di Gesù, Santi Gerolamo, Giovanni Battista e Antonio da Padova e la Sacra Famiglia, di pittori sconosciuti forse appartenenti alla scuola pittorica genovese del XVII secolo.